# 2002年亞洲運動會越南代表團
2002年亞洲運動會於2002年9月29日至10月14日在韓國釜山舉行，越南代表團拿下18面獎牌（包括4面金牌），在獎牌榜中名列第15位。